# 林郁容
林郁容（1963年9月14日—），臺灣醫師、無黨籍政治人物，第六屆監察委員。時代力量創黨黨員，曾任時代力量決策委員、時代力量中央黨部組織部主任、時代力量雲林黨部主委、時代力量宜蘭黨部主委、時代力量2018年地方公職選舉提名小組召集人、時代力量2020年立法委員提名小組成員。
林郁容為林時機長子，出生於雲林台西鄉蚊港村，先後畢業於台北市私立靜心中小學，台北市立建國高級中學，國立台灣大學醫學系，美國哈佛大學公共衛生學院醫療政策與管理碩士。
曾為馬偕紀念醫院家庭醫學科兼任主治醫師、馬偕紀念醫院家庭醫學科住院醫師、國泰綜合醫院耳鼻喉科住院醫師以及林郁容診所負責醫師；為時代力量創黨人，於2019年8月退黨。
2025年5月29日，遭爆料違法濫用公務車，新北市議員林國春赴北檢告發監察院秘書長李俊俋涉嫌濫用公務車，接送家中寵物狗去做美容，林國春下午接獲民眾檢舉，指監委林郁容疑似動用公務車，在非公務時間、非公務用途，接送親友往返機場。

## 外部連結
監察院全球資訊網.監察委員林郁容委員介紹： （页面存档备份，存于）